# Slavernes slægt
Slavernes slægt er en dansk tv-serie af journalist Alex Frank Larsen, som blev sendt på DR i 2005 i fire dele.